# 涼宮ハルヒの憂鬱 -Super Remix- Full-Mix
『涼宮ハルヒの憂鬱 -Super Remix- Full-Mix』（すずみやハルヒのゆううつ スーパーリミックス フルミックス）は、テレビアニメ『涼宮ハルヒの憂鬱』のリミックスアルバム。2009年8月26日にLantisから発売された。

## 概要
テレビアニメ『涼宮ハルヒの憂鬱』の楽曲をリミックスした楽曲が収録されている。CDジャケットには、涼宮ハルヒ、長門有希、朝比奈みくるがプリントされている。

## 収録曲
1. 冒険でしょでしょ? -out of burrn electro Remix- [5:01]
Original lyricist：畑亜貴、Original composer：冨田暁子、Remixer：柘植敏道
2. パラレルDays -Magical Mystery Days Remix- [4:45]
Original lyricist：畑亜貴、Original composer：藤田淳平、Remixer：藤田xxyoshixx宜久
3. 雪、無音、窓辺にて。 -jazz massive in tyo mix- [4:06]
Original lyricist：畑亜貴、Original composer：田代智一、Remixer：ぺーじゅん
4. 見つけてHappy Life -Sweet extreme&blue valve mix- [4:53]
Original lyricist：畑亜貴、Original composer：橋本由香利、Remixer：Yasushi.K
5. God knows... -G.PELLEGRINO MIX- [6:23]
Original lyricist：畑亜貴、Original composer：神前暁、Remixer：中西亮輔
6. 恋のミクル伝説 -恋のミクル伝説ミンミンMIX- [4:23]
Original lyricist：山本寛、Original composer：神前暁、Remixer：P-kawai
7. まっがーれ↓スペクタクル -technoid goes to hollywood mix- [3:41]
Original lyricist：畑亜貴、Original composer：金井江右、Remixer：石川智久（TECHNOBOYS PULCRAFT GREEN-FUND）
8. 倦怠ライフ・リターンズ! -サウンド的には倦怠感NOTHING MIX- [4:13]
Original lyricist：畑亜貴、Original composer：菊谷知樹、Remixer：saishin
9. 最強パレパレード -The Anatomy of Melancholy REMIX- [5:03]
Original lyricist：畑亜貴、Original composer：田代智一、Remixer：TSUKASA
10. ハレ晴レユカイ -Anthemic Trance REMIX- [5:00]
Original lyricist：畑亜貴、Original composer：田代智一、Remixer：Motoki Sekino

## ノンストップメドレー版
『涼宮ハルヒの憂鬱 -Super Remix- NON STOP MEGA MIX』（すずみやハルヒのゆううつ スーパーリミックス ノン ストップ メガ ミックス）は、テレビアニメ『涼宮ハルヒの憂鬱』のシングル。2009年8月14日〜8月16日にLantisから発売された。

### 概要
「涼宮ハルヒの憂鬱 -Super Remix- Full-Mix」から各楽曲を抜き出し、それを約20分間のノンストップのメドレーに再構成したもので、コミックマーケット76のランティスブースでのみ販売された。完全数量限定のため、品切れとなった時点で販売終了となった。CDジャケットは、「涼宮ハルヒの憂鬱 -Super Remix- Full-Mix」とは別に新規に描き下ろされ、涼宮ハルヒ、長門有希、朝比奈みくるが描かれている。

### 収録曲
1. 涼宮ハルヒの憂鬱 -Super Remix- NON STOP MEGA MIX [19:11]
Original lyricist：畑亜貴・山本寛、Original composer：冨田暁子・藤田淳平・田代智一・橋本由香利・神前暁・金井江右・菊谷知樹、Remixer：拓植歌道・XXyoshiXX宣久・ぺーじゅん・yasushi.K・中西亮輔・P-kawai・石川智久・saishin・Tsukasa・Motoki Sekino
2. 涼宮ハルヒの憂鬱 -Super Remix- NON STOP MEGA MIX (instrumental) [19:08]